# Unité urbaine de Saint-Claude
L'unité urbaine de Saint-Claude est une unité urbaine française centrée sur Saint-Claude, une des sous-préfectures du département du Jura, en région Bourgogne-Franche-Comté.

## Données globales
En 2017, selon l'Insee, l'unité urbaine de Saint-Claude est composée de deux communes, toutes situées dans le département du Jura, plus précisément dans l'arrondissement de Saint-Claude.
En 2018, avec 9 717 habitants, elle constitue la quatrième agglomération du Jura derrière Dole, Lons le Saunier et Champagnole.
Sa densité de population s'élève à 213 hab/km² en 2018.
L'unité urbaine de Saint-Claude est le pôle urbain de l'aire urbaine de Saint-Claude.

## Délimitation de l'unité urbaine de 2010
En 2010, l'Insee a procédé à une révision des délimitations des unités urbaines de la France ; celle de Saint-Claude compte désormais deux communes.
Liste des communes appartenant à l'unité urbaine de Saint-Claude selon la nouvelle délimitation de 2018 et population municipale de 2018 (Liste établie par ordre alphabétique avec, en caractères gras, la ville-centre telle qu'elle est définie par l'INSEE).
| Commune               | Superficie | Population | Densité de population |
| --------------------- | ---------- | ---------- | --------------------- |
| Saint-Claude          | 36,67 km²  | 9 103 hab. | 248 hab/km2           |
| Villard-Saint-Sauveur | 9,05 km²   | 614 hab.   | 68 hab/km2            |
| Unité urbaine         | 45,72 km²  | 9 717 hab. | 213 hab/km2           |